# Ludwig Heim (Architekt)

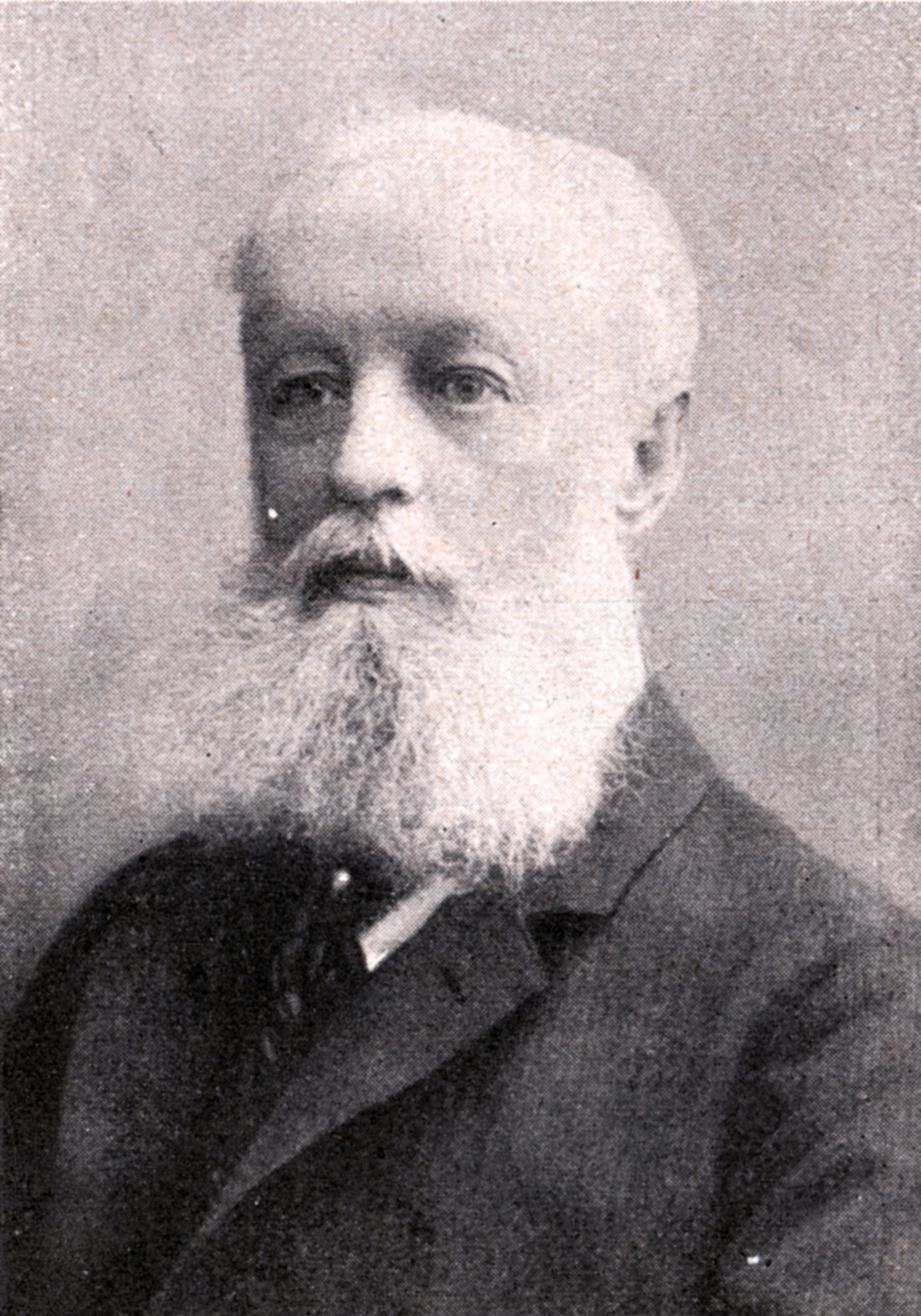
Ludwig Heim

Johann Ludwig Heim (* 8. Januar 1844 in Salzungen, Herzogtum Sachsen-Meiningen; † 13. November 1917 in Berlin-Grunewald) war ein deutscher Architekt.

## Leben
Ludwig Heim studierte an der Berliner Bauakademie und in den Ateliers von Richard Lucae und Friedrich Hitzig. 1869 erhielt er den Schinkelpreis des Architektenvereins für den Entwurf „Empfangsgebäude für Hannover“. Ab 1870 als Regierungsbaumeister (Assessor) im Staatsdienst tätig, ließ er sich 1877 in Berlin als Privatarchitekt nieder. Später wurde er mit dem Ehrentitel Geheimer Baurat ausgezeichnet. 1879 gehörte er zu den Gründungsmitgliedern der Vereinigung Berliner Architekten.
Heim war einer der Hauptvertreter des späten Historismus in Berlin. Er bevorzugte die Formen der italienischen und französischen Neorenaissance. Zu seinen Hauptwerken gehören vor allem Hotels und Bankgebäude, mit denen er das Berliner Bankenviertel prägte.
Heim starb 1917 in seinem Wohnsitz, dem Löwenpalais im Grunewald.

## Bauten (Auswahl)
- 1870–1874: Empfangsgebäude des Zentralbahnhofs in Magdeburg (zusammen mit Otto Peters)
- 1875–1877: Entwürfe für die Hochbauten der Berliner Stadtbahn
- 1881–1882: Unionclub in Berlin, Schadowstraße 9 (nicht erhalten)
- 1884–1885: Continental-Hotel in Berlin, Dorotheenstraße/Neustädtische Kirchstraße (nicht erhalten)
- 1885:–9999 Bierpalast Kaiserhallen in Berlin, Unter den Linden 27 (nicht erhalten)
- 1887–1888: Grand Hôtel Bellevue in Berlin, Potsdamer Platz 1 und Monopol-Hotel in Berlin, Friedrichstraße 100 (nicht erhalten)
- 1887–1889: Geschäftszentrale der Dresdner Bank in Berlin, Behrenstraße 38–39
- 1890:–9999 Bankgebäude der Preußischen Boden-Credit-Actien-Bank in Berlin, Voßstraße 6 (nicht erhalten)
- 1891–1892: Inneneinrichtung zweier Festsäle im Hôtel de Pologne in Leipzig, Hainstraße 16/18 (erhalten)[2]
- 1892:–9999 Marinepanorama in Berlin, zwischen Moltkebrücke und Lehrter Bahnhof (nicht erhalten)
- 1892–1893: Palasthotel in Berlin, Potsdamer Platz (nicht erhalten)
- 1896–1897: Wohn- und Geschäftshäuser in Berlin, Behrenstraße 17 und Französische Straße 18 (nicht erhalten)
- 1898–1899: Beethoven-Saal und Oberlicht-Saal der alten Berliner Philharmonie[3] (nicht erhalten)
- 1898–1902: Bankgebäude der Dresdner Bank (Erweiterung) in Berlin, Französische Straße 35–36
- 1899–1901: Bankgebäude der Disconto-Gesellschaft in Berlin, Behrenstraße 43–44